# Lou Albano

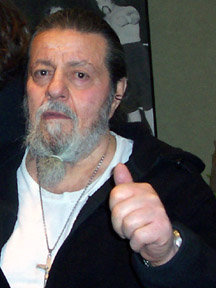
Lou Albano em 2009

Louis Vicent Albano, mais conhecido como Captain Lou Albano (Roma, 29 de julho de 1933 - Nova Iorque, 14 de outubro de 2009), foi um lutador de luta-livre profissional, manager e ator ítalo-americano.

## História
Lou Albano nasceu em 1933 em Roma, italia mas foi criado em Nevada, Estados Unidos.

### Como Ator
Lou começou sua carreira de ator em 1973. Ficou conhecido quando intepretou Super Mario Bros, em The Mario Bros, Super Show!; ao lado de Danny Wells (1941-2013), quem intepretou Luigi no seriado.

### Como Lutador
Começou a lutar em 10 de fevereiro de 1953, no WWWF; contratado pelo Vincent J. McMahon (1914-1984). Albano se aposentou em 3 de setembro de 1980.

### Como Manager
Ele se tornou manager em 11 de outubro de 1980, quarenta e três dias após de se aposentar dos ringues. Ele se aposentou oficialmente dos ringues, em 11 de setembro de 1995.

### WWE Hall of Fame
Lou Albano foi intruduzido na Hall of Fame, em 1996.

## Morte
Albano morreu em 14 de outubro de 2009, aos 76 anos de idade, vitíma de ataque cardíaco. Ele foi sepultado no Lawn South Memorial Cemetery.